# Crocidura selina
Crocidura selina är en däggdjursart som beskrevs av Guy Dollman 1915. Crocidura selina ingår i släktet Crocidura och familjen näbbmöss. IUCN kategoriserar arten globalt som otillräckligt studerad. Inga underarter finns listade i Catalogue of Life.
Denna näbbmus förekommer i Uganda. Den lever i låglandet och i bergstrakter uppskattningsvis upp till 1800 meter över havet. Individer som hittades i södra Kenya tillhör kanske denna art. Crocidura selina lever i fuktiga tropiska skogar och i träskmarker. Den är sällsynt i Uganda. Den omstridda populationen i Kenya är vanligt förekommande.